# 부전나비과
부전나비과는 나비 가운데 가장 큰 집단으로 전체 나비 종 수의 40%를 차지한다. 4~5cm의 작은 몸집을 가졌다. 푸른부전나비, 귤색부전나비 등이 있다.
몸이 작으며 날개 앞면은 보통 남색이나 청색의 선명한 빛깔을 띠고 뒷면은 어두운 색을 띤다. 뒷날개에 꼬리 모양 돌기가 길게 나와 있는 종도 있다. 먹부전나비를 비롯해 몇몇 나비들은 꿀을 빨아 먹을 때나 돌 위에 앉아 쉴 때 날개를 접고 뒷날개를 비벼 대는 버릇이 있다. 애벌레는 복숭아, 벚나무 등을 갉아 먹고 어른벌레는 개망초, 냉이, 제비꽃 등을 좋아한다. 전 세계에 3,000종이 넘게 살고 있다.

## 생태
부전나비의 생태는 각양각색이다.
담혹부전나비와 쌍꼬리부전나비는 애벌레 시절, 개미에게 달콤한 분비물을 주는 대신 개미의 집에서 산다. 담혹부전나비의 애벌레는 일본왕개미, 쌍꼬리부전나비의 애벌레는 마쓰무라꼬리치레개미의 집에서 산다. 영국에서는 부전나비의 애벌레와 공생하는 개미가 자연 개발로 인해 멸종하면서, 부전나비까지 멸종하는 일도 있었다. 심지어는 애벌레 시기에 육식을 하는 부전나비도 있는데, 바둑돌부전나비는 애벌레시기에 조릿대에 모이는 진딧물을 먹으며, 어른벌레가 되어서도 진딧물의 분비물을 먹는다. 그 외 남방부전나비는 괭이밥을 먹고, 주홍부전나비는 소리쟁이, 먹부전나비는 돌나물, 물빛긴꼬리부전나비는 굴참나무를 먹고 산다. 종류가 다양한 만큼 생태도 개성이 넘친다.

## 환경부 지정 보호대상종
대한민국에서 멸종위기종으로 보호받는 부전나비는 2종이다.
- 쌍꼬리부전나비(Spindasis takanonis)
- 큰홍띠점박이푸른부전나비(Maculinea arionides)

## 같이 보기
- 고운점박이푸른부전나비
- 큰주홍부전나비
- 암먹부전나비